# Labaszi-Marduk
Labaszi-Marduk – władca Babilonu w 556 p.n.e., syn Nergal-szarra-usura. Panował krótko, około 6 miesięcy, i został obalony przez kapłanów. Na nim kończy się "główna" linia dynastii nowobabilońskiej, ponieważ jego następca Nabonid był kapłanem boga Sina z Harranu. Nabonid nie miał żadnych związków z wcześniejszymi królami babilońskimi.